# Ectophasia dimidiata
Ectophasia dimidiata är en tvåvingeart som först beskrevs av Georg Wolfgang Franz Panzer 1798.  Ectophasia dimidiata ingår i släktet Ectophasia och familjen parasitflugor.
Artens utbredningsområde är Österrike. Inga underarter finns listade i Catalogue of Life.